# Pinquillo

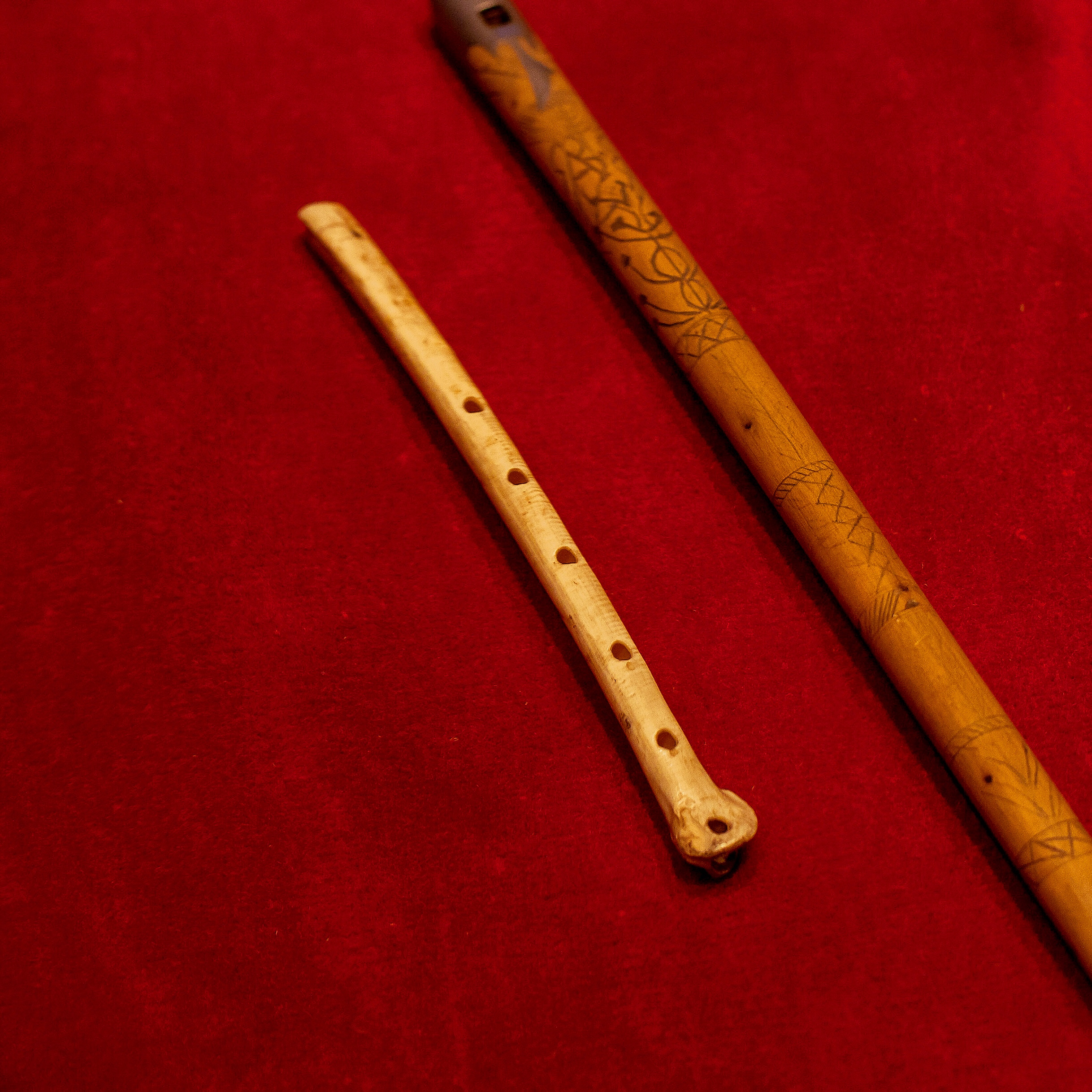
Un pinquillo péruvien en os (Musée de la musique (Barcelone).

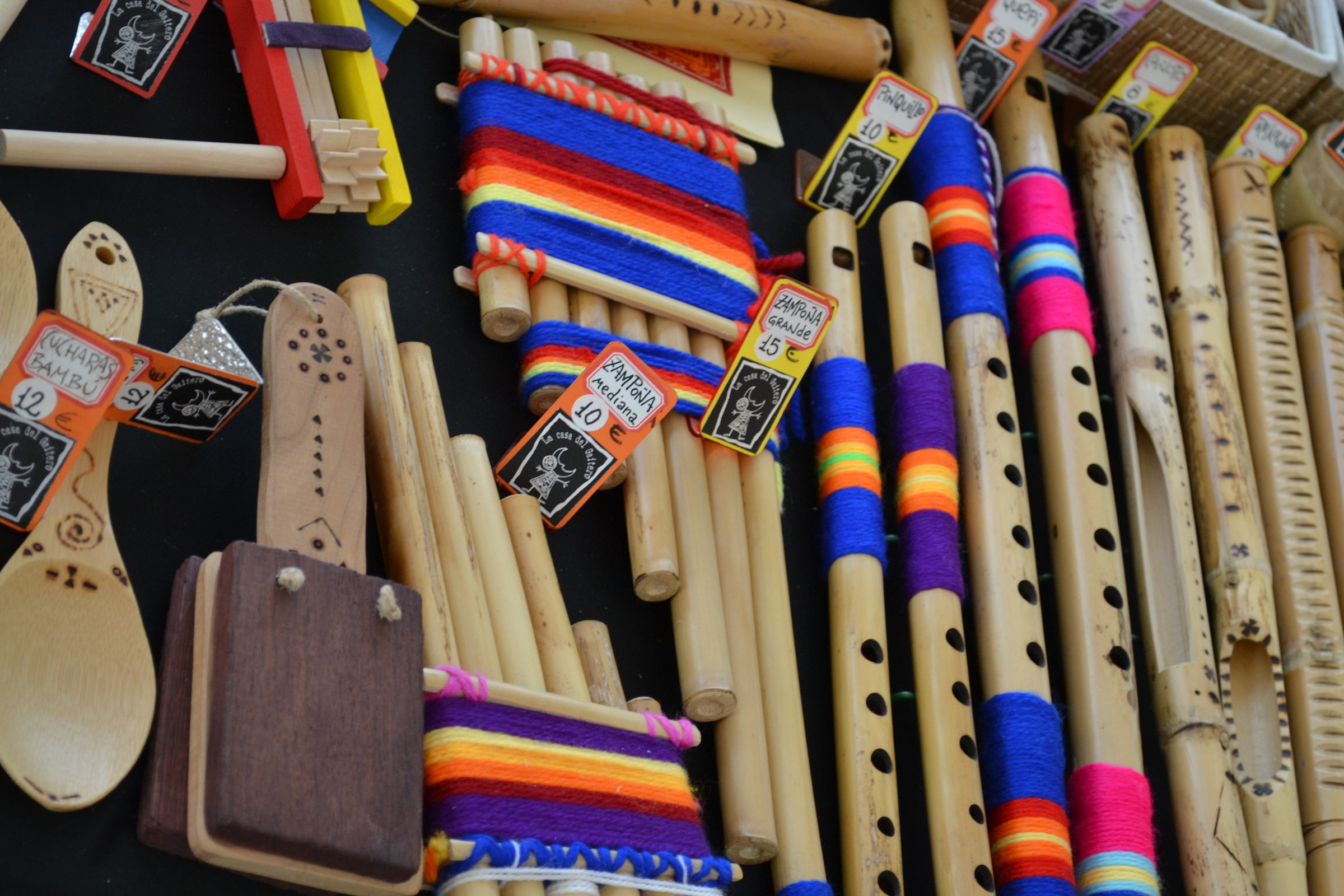
Ici, au Salon des luthiers 2017 ("Trad'envie" dans les Alpes Maritimes), à droite des deux flûtes de Pan (zampoñas ou sikus), on peut voir deux pinquillos.

Le pinquillo est une flûte utilisée dans les Andes, en Équateur, au Pérou, en Bolivie, au nord du Chili et au nord-ouest de l’Argentine. On utilise généralement pour sa construction le bambou, le bois, voire un os. Son timbre ressemble à celui de la kena, en plus doux et un peu moins puissant, plus "clair" donc un peu moins velouté et "rond", avec un ambitus moins étendu.

## Dénominations et étymologie
Les différentes dominations utilisées sont utilisées sous les orthographes pincollo, pincuyllo au Pérou, pingullo, pinkayllo, pinkillo, pinkullo, pincullo, etc.
Les dénominations utilisées en quechua et en aimara pour qualifier cet instrument sont, entre autres : pinkillu, pinkullu, pinkuyllu. Ce mot signifie « fin ».
L'alma pinkillu est aussi appelé muquni .
Dans le dialecte quechua du Nord du Pérou on retrouve le terme pinkuyllu.

## Pratique
En Équateur, le pincullo possède 3 orifices pour les doigts (toujours joué avec un tambour), alors qu’au Chili et en Argentine, il y en a 7. Il mesure de 30 à 50 cm de long mais dans la région de Cuzco, il peut atteindre 120 cm. L’instrument peut être plus ou moins décoré avec des anneaux de chonta.
Le pinquillo, toujours joué par des hommes, est utilisé habituellement pour des rites liés à la pluie, à la fertilité des animaux, au carnaval, seul ou en groupe.

## Source
- (en) The New Groove Dictionary of Musical Instruments, Stanley Sadie, T.3, 1984.